# 國際天主教童軍會議
國際天主教童軍會議（英語：International Catholic Conference of Scouting, ICCS），為一個國際自治團體，主要業務為推廣與支持和天主教會相聯繫的童軍總會，總部位於義大利羅馬。目前轄有800萬名童軍。
該組織於世界童軍委員會享有諮詢地位，並與新教徒童軍與女童軍會、國際正教會童軍連線、國際穆斯林童軍聯盟、國際猶太童軍論壇（International Forum of Jewish Scouts）、圓佛教童軍（Won-Buddhism Scout）與世界佛教童軍兄弟會組成世界童軍泛宗教論壇（World Scout Inter-religious Forum, WSIF）。
該組織與國際天主教女童軍會議（International Catholic Conference of Guiding, ICCG）密切合作。